# قانون الأغذية والأدوية النقية
قانون الأغذية والأدوية النقية قانون الولايات المتحدة للأغذية والأدوية النقية هو المقصود في هذه المقالة ولا ينبغي الخلط بينه وبين قانون الغذاء والدواء.
كان قانون الأغذية والأدوية النقية لعام 1906 أول سلسلة من القوانين ذات الأهمية لحماية المستهلك و التي سنًّها الكونغرس في القرن العشرين؛ وأدت إلى إنشاء إدارة الغذاء والدواء.
وقد كان الغرض الرئيسي من إنشائها هو حظر التجارة الأجنبية وتبادل السلع بين الدول في المنتجات الغذائية والعقاقير المغشوشة أو التي لا تحتوي على بيانات سليمة، ووجّه  ذلك مكتب الولايات المتحدة للكيمياء إلى فحص المنتجات وإحالة المخالفين إلى المدعين العمومين؛ وترتب على ذلك ضرورة وضع المكونات الفعالة على ملصق عبوة الدواء، وأنه لا يمكن  للعقاقير أن تقل عن مستويات النقاوة التي حددها دستور الأدوية في الولايات المتحدة أو الهيئات القومية.
وقد كانت رواية (الغابة) لأبتون سنكلير نموذج ملهم استحوذ على اهتمام الرأي العام بشأن القضية الهامة لمصانع معالجة اللحوم غير الصحية التي أدت فيما بعد إلى تشريع قانون فحص الغذاء.